# Kalvarienbergkirche (Althofen)

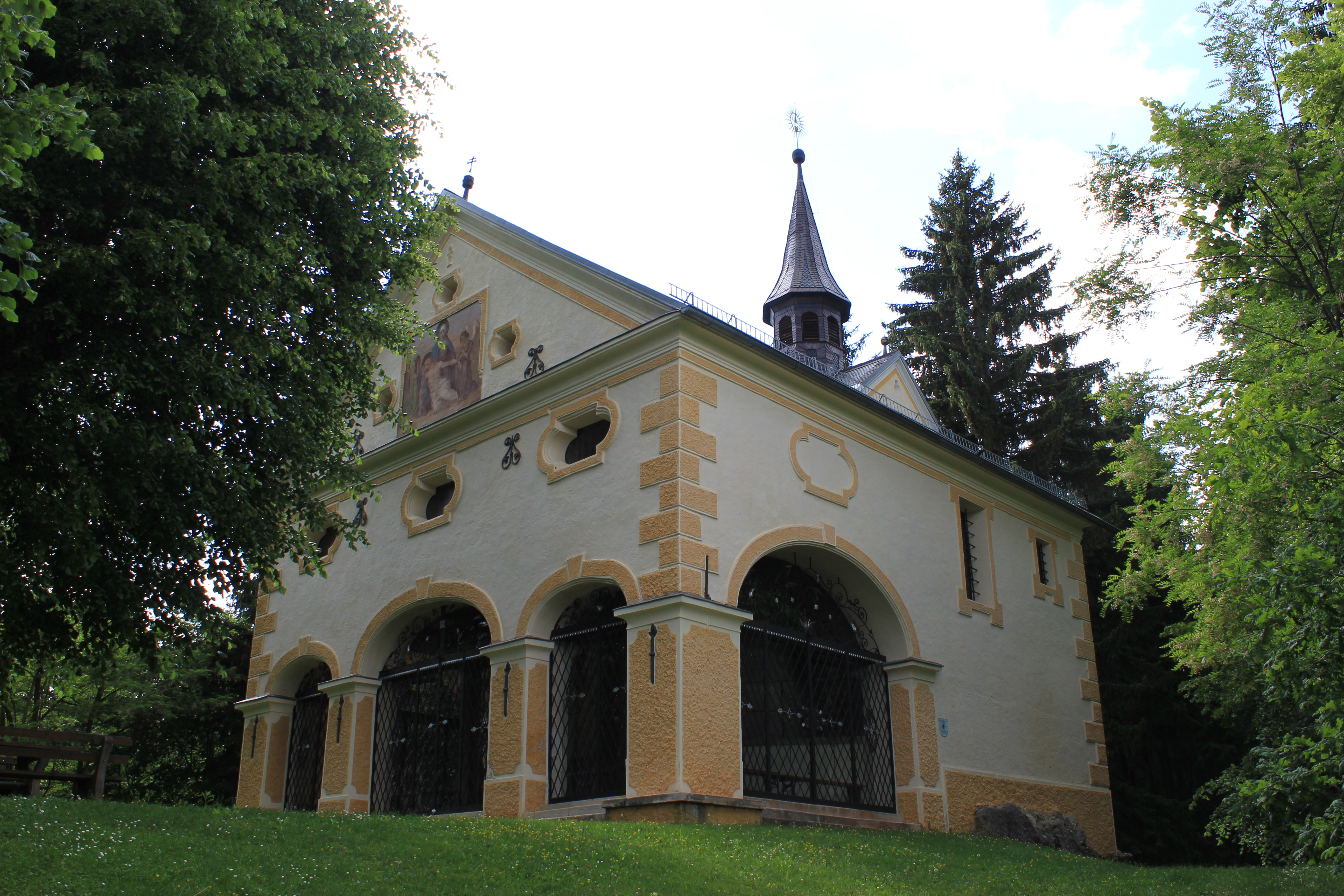

Die römisch-katholische Kalvarienbergkapelle steht in einer Waldlichtung auf einem felsigen Hügel nördlich des Oberen Marktes in der Gemeinde Althofen. Der dem heiligen Kreuz geweihte Sakralbau ist eine Filialkirche der Pfarre Althofen.
Die Kalvarienbergkapelle ist ein kleiner rechteckiger, nach Norden orientierter Bau des 17. Jahrhunderts, der bei der Restaurierung 1907 entscheidend verändert wurde. Das Gebäude besitzt an drei Seiten korbbogige Arkaden, die mit einem Eisengitter von 1907 geschlossen sind. Das Satteldach der Kapelle wird von einem achtseitigen Dachreiter mit Spitzhelm bekrönt. An beiden Seiten des Chorquadrates sind kleine Sakristeiräume angefügt.
In der Mittelachse der dreiachsigen Anlage führt eine Treppe in drei Absätzen zum Hochaltar. Im Innenraum ruht ein Kreuzgratgewölbe auf gemauerten Pfeilern. Die hölzerne Westempore steht auf Steinpfeilern.
Der mit Akanthusrankenwerk geschmückte Hochaltar vom Ende des 17. Jahrhunderts trägt eine 1685 von Johann Claus geschaffene Kreuzigungsgruppe.
Die beiden Seitenaltäre entstanden am Anfang des 18. Jahrhunderts; der linke besitzt ein geschnitztes Antependium, der rechte birgt in der Mensa ein Heiliges Grab mit dem Leichnam Christi.
Der Altarraum wird durch ein um 1725 geschmiedetes barockes Gitter abgetrennt.
Die Bilder der zur Kalvarienbergkapelle führenden Kreuzwegstationen malte 1983 Consuelo Mels-Colloredo. Die Stationen selbst wurden 1833 errichtet.